# 大宅龍則
大宅 龍則（おおや たつのり、1986年6月17日 - ）は、日本のレフェリー。DRAGON GATE所属。佐賀県武雄市出身。身長163cm、体重70kg。血液型A型。レフェリーながら試合経験がある。

## 経歴
レフェリーデビューは、2006年2月2日福岡うきは市吉井体育センター、キング・シーサー & スペル・シーサー VS 堀口元気 & トザワ & ヴァンジェリス戦。
2007年当時のヒールレフェリー玉岡金太との抗争により、5月12日の『マッスルライヴ』でCIMAと組んで試合に挑んだが、健闘むなしく玉岡からフォール負けを喰らった（玉岡のパートナーはGamma）。肘を痛めたため11月から欠場する。
公平なジャッジでファンから支持されている。NEXではメインレフェリーを務めていたが、プロフィールが削除されており、退団したものと思われる。